# (22467) Koharumi
(22467) Koharumi ist ein Hauptgürtelasteroid, der 1997 von Takao Kobayashi, einem japanischen Amateurastronomen, in Oizumi entdeckt wurde.